# Siti (zone)
Pour les articles homonymes, voir Siti et Shinile.
La zone Siti, anciennement zone Shinile (en somali : Shiniile), est l'une des zones administratives de la région Somali en Éthiopie. Elle compte 457 086 habitants en 2007. Son chef-lieu est la ville de Shinile.

## Géographie
- Awash
- Ligne d'Addis-Abeba à Djibouti

Située à l'extrémité nord de la région Somali, la zone Siti est limitrophe de la région Afar, de Dire Dawa et de la région Oromia en Éthiopie. Elle est de plus frontalière de Djibouti et du Somaliland.
D'après les cartes disponibles, la limite régionale Somali-Afar se déplace notablement vers l'ouest au cours des années 2000 et revient vers l'est au début des années 2020, les limites de la région Oromia et de Dire Dawa changent aussi mais plus localement,,,.[à vérifier]
La ville de Shinile est à environ 1 000 m d'altitude quelques kilomètres au nord de Dire Dawa.
Outre la gare de Dire Dawa qui est à proximité immédiate de Shinile, la nouvelle ligne d'Addis-Abeba à Djibouti dessert dans la zone les gares de Bike, Erer, Harewa, Adagalla, Ayesha et Dewele[réf. souhaitée].

## Woredas
La zone est connue dans les années 2000 sous le nom de « zone Shinile », elle se compose alors de six woredas,, :
- Afdem ;
- Ayisha ;
- Dembel ;
- Erer ;
- Miesso, ou Mulo ;
- Shinile.

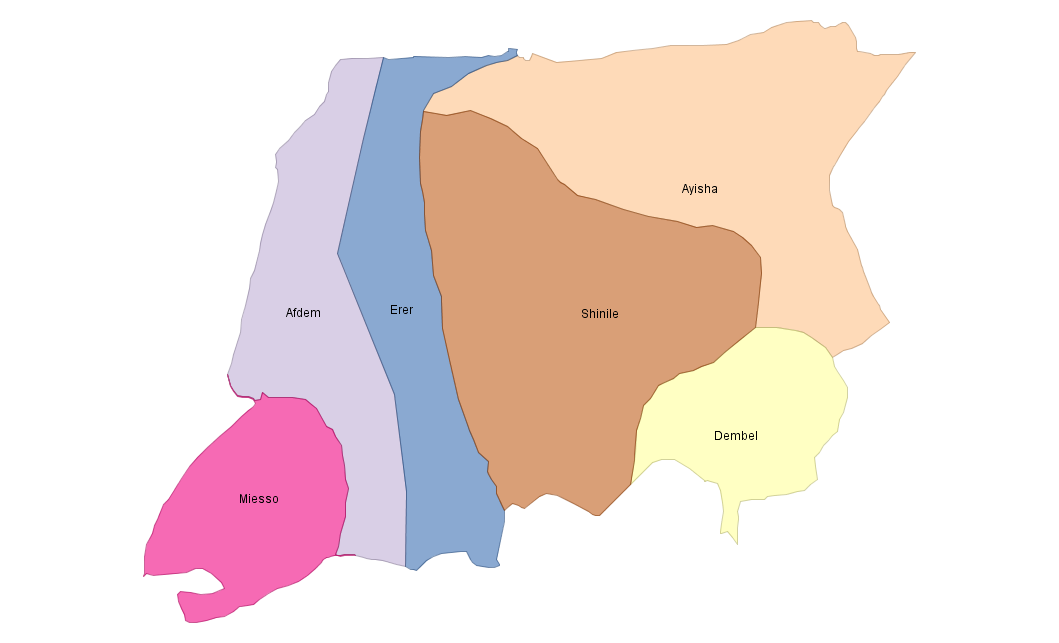
Carte de la zone Shinile dans les années 2000.

Elle prend le nom de « zone Siti » au plus tard en 2020 et comprend trois nouveaux woredas, :
- Hadhagala, principalement détaché du woreda Shinile, avec Adigala pour chef-lieu ;
- Gablalu, détaché des woredas Shinile, Erer et Ayisha ;
- Gota Biki, principalement détaché du woreda Afdem.

## Démographie
Le recensement national de 2007 fait état pour la zone Shinile d'une population de 457 086 habitants dont 14 % de citadins.
Environ 97 % des habitants sont des Somalis, 1,4 % sont des Amharas et 1 % sont des Oromos.
Le somali est la langue maternelle pour 97 % de la population, l'amharique pour 1,4 % et l'oromo pour 1,3 %.
Environ 98 % des habitants sont musulmans et près de 1 % sont orhodoxes.
La ville de Shinile est la principale agglomération de la zone avec 8 287 habitants en 2007. Bike et Adigala ont respectivement 6 185 et 5 835 habitants à la même date, les autres agglomérations ont moins de 5 000 habitants.
| Woreda         | Population 2007 | Agglomérations,                               |
| -------------- | --------------- | --------------------------------------------- |
| Afdem          | 65 031          | Bike, Afdem, Alejer                           |
| Ayisha         | 58 086          | Dewele, Ayesha                                |
| Dembel         | 82 286          | Semekab, Arabi, Dure, Biyo, Harmukale, Denbel |
| Erer           | 77 628          | Ayidora, Erer, Hurso, Asbuli                  |
| Miesso ou Mulo | 71 481          | Mulo                                          |
| Shinile        | 102 574         | Shinile, Adigala, Harewa, Milo                |

En 2022, la population est estimée sur le même périmètre à 670 189 personnes soit une densité de population inférieure à 17 personnes par km2 pour environ 39 737 km2 de superficie.
Le territoire de la zone Siti se réduit cependant à 30 462 km2 au début des années 2020 du fait d'un transfert de territoire à la région Afar[à vérifier].